# 395 f.Kr.

## Händelser

### Efter plats

#### Persiska riket
- Den persiske satrapen Tissafernes fiende Parysatis (mor till Kyros) lyckas övertala den persiske kungen Artaxerxes II att få honom avrättad i Kolossai i Frygien (i nuvarande Turkiet). Anledningen till avrättninge är att Parysatis inte kan förlåta hur Tissafernes har behandlat hennes son, den hädangångne Kyros.
- Efter att ha ägnat vintern åt att organisera en kavalleristyrka, gör Spartas kung Agesilaios II under våren ett framgångsrikt infall i Lydien.
- Tithraustes ersätter Tissafernes och en vapenvila sluta mellan honom och Agesilaios. Tithraustes mutar spartanerna att dra sig norrut, till Farnabazos satrapdöme.
- Då han inte lyckas besegra Agesilaios armé bestämmer sig Farnabazos för att tvinga honom att dra sig tillbaka, genom att orsaka bråk på grekiska fastlandet. Han skickar Timokrates från Rhodos att besöka Aten, Thebe, Korinth och Argos för att uppmana och muta dem till att agera mot Sparta. Timokrates lyckas övertala mäktiga fraktioner i var och en av dessa stadsstater att börja föra en antispartansk politik.

#### Grekland
- Det korinthiska kriget utbryter, då Aten, Thebe, Korinth och Argos (med stöd från perserna) anfaller Sparta. Spartanerna förbereder en armé att skicka mot denna nya allians och beordrar Agesilaios att återvända till Grekland. Agesilaios beger sig mot Sparta med sina trupper, går över Hellesponten och marscherar västerut genom Thrakien.
- Spartanerna bestämmer sig för att låta två arméer, en under den spartanske generalen Lysanders och den andra under den spartanske kungen Pausanias befäl, att mötas vid och anfalla den boiotiska staden Haliartos. Lysander, som kommer dit innan Pausanias, tvingar staden Orchomenos att göra uppror mot den boiotiska konfederationen, varpå han fortsätter mot Haliartos med sina trupper. Där blir han dödad, eftera att ha fört trupperna för nära stadsmurarna.
- Slaget vid Haliartos mellan spartanerna och thebarna slutar oavgjort. Pausanias, som kommer en dag senare, tar under vapenvilan tillbaka kropparna efter de stupade spartanerna och återvänder till Sparta. Där ställs han inför rätta med sitt liv på spel, varför han flyr till Tegea innan han kan dömas. Pausanias efterträds som kung av Sparta av sin son Agesipolis I.

## Avlidna
- Lysander, spartansk general och amiral
- Tissaphernes, persisk satrap